# Ледник Гагарина
Ледник Гагарина — долинный ледник в Казахстане на северном склоне хребта Джунгарский Алатау, в бассейне реки Сарканд, в верховьях реки Акшыганак. Длина 4,4 км, площадь 4,9 км², объем 0,36 км³, средняя толщина 70 м. Фирновая линия на высоте 3700 м. Одноимённая вершина делит ледник Гагарина на две неравные части: бо́льшую восточную и меньшую западную. Ледник ежегодно сокращается на 10 м. Исследование и измерение ледника проводила в 1959 году экспедиция Сектора географии АН Казахской ССР. Ледник и вершина названы по имени первого космонавта Земли Юрия Гагарина.